# 加藤健一
加藤 健一（かとう けんいち、1949年10月31日 - ）は、日本の俳優。静岡県磐田市出身。加藤健一事務所主宰、青年座映画放送部所属。文化庁芸術選奨新人賞（1989年）、第11回読売演劇大賞優秀男優賞受賞（2004年）、文化庁芸術選奨文部科学大臣賞（2004年）、紫綬褒章（2007年）、旭日小綬章（2024年）受章。愛称は、カトケン。

## 来歴
静岡県立袋井商業高等学校卒業後、半年間のサラリーマン生活を経て劇団俳優小劇場の養成所に入所。その後、劇団新芸を結成しその上演を続けつつ、劇団つかこうへい事務所の作品に出演していた。1980年に一人芝居『審判』を上演するため加藤健一事務所を設立。以降現在に至るまで年間3、4本のペースで東京都世田谷区の本多劇場を中心に公演を行い、主役を演じ続けている。また、1986年には加藤健一事務所俳優教室を開設し、若手俳優の育成にも力を入れている。
映画やテレビドラマなどの映像作品については、舞台の稽古のためにスケジュールが合わないなどの理由から最近は少なくなっているが、ドラマ『想い出づくり。』、映画『椿姫』などへの出演経験がある。テレビ番組『おしゃべり人物伝』（NHK）にもゲスト出演している。
2016年、『母と暮せば』で第70回毎日映画コンクール・男優助演賞を受賞。

## 活動

### 舞台

#### 加藤健一事務所
- 1980年 審判
- 1981年 審判
- 1981年 幽霊
- 1981年 寿歌
- 1982年 寿歌
- 1982年 審判
- 1982年 コレクター
- 1983年 寿歌
- 1983年 審判
- 1983年 ザ・シェルター
- 1983年 ちいさき神の作りし子ら
- 1984年 改訂版　ザ・シェルター
- 1984年 ちいさき神の、つくりし子ら
- 1984年 最後の淋しい猫
- 1984年 寿歌
- 1985年 セイムタイム・ネクストイヤー
- 1985年 キング・リチャードIII
- 1985年 サラ・ちいさき神の、作りし子ら
- 1986年 アダムとイヴの日記
- 1986年 審判
- 1986年 寿歌
- 1986年 vol.1 最後の畜生
- 1986年 vol.2 BENT
- 1987年 vol.3 審判
- 1987年 vol.4 建築家とアッシリアの皇帝
- 1987年 vol.5 セイムタイム・ネクストイヤー
- 1988年 vol.6 BENT
- 1988年 vol.7 ザ・シェルター
- 1988年 vol.7 寿歌
- 1988年 vol.8 第二章
- 1989年 vol.9 マイ・ファット・フレンド
- 1989年 vol.10 ステイジ・ストラック
- 1989年 vol.11 おかしな二人
- 1990年 vol.12 ブラック・コメディ
- 1990年 vol.13 審判
- 1990年 vol.14 レンド・ミー・ア・テナー
- 1990年 vol.15 セイムタイム・ネクストイヤー
- 1991年 vol.16 ラブ・ゲーム
- 1991年 vol.17 おかしな二人
- 1991年 vol.18 カッコーの巣の上を
- 1992年 vol.19 マイ・ファット・フレンド
- 1992年 vol.20 第二章
- 1992年 vol.21 牡丹燈籠
- 1993年 vol.22 ラン・フォー・ユア・ワイフ
- 1993年 vol.23 くたばれハムレット
- 1993年 vol.24 三人姉妹
- 1994年 vol.25 パパ、I LOVE YOU！
- 1994年 vol.26 It's SHOW TIME!
- 1994年 vol.27 審判
- 1994年 vol.28 ブラック・コメディ
- 1995年 vol.29 What a Sexy Dinner!
- 1995年 vol.30 松ヶ浦ゴドー戒
- 1995年 vol.31 セイムタイム・ネクストイヤー
- 1996年 vol.32 レグと過ごした甘い夜
- 1996年 vol.33 レンド・ミー・ア・テナー
- 1996年 vol.34 私はラッパポートじゃないよ
- 1997年 vol.35 ザ・フォーリナー
- 1997年 vol.36 カッコーの巣の上を
- 1997年 vol.37 K2
- 1998年 vol.38 Prelude To A Kiss
- 1998年 vol.39 トーチソング・トリロジー
- 1998年 vol.40 千人のピエロ
- 1999年 vol.41 銀幕の向うに
- 1999年 vol.42 ザ・フォーリナー
- 1999年 vol.43 おお、星条旗娘!
- 2000年 vol.44 煙が目にしみる
- 2000年 vol.45 審判
- 2000年 vol.46 ラン・フォー・ユア・ワイフ
- 2001年 vol.47 銀幕の向うに
- 2001年 vol.48 セイムタイム・ネクストイヤー
- 2001年 vol.49 すべて世は事も無し[6]
- 2002年 vol.50 煙が目にしみる
- 2002年 vol.51 劇評
- 2002年 vol.52 バッファローの月
- 2003年 vol.53 ギャンブラー
- 2003年 vol.54 木の皿
- 2003年 vol.55 詩人の恋
- 2004年 vol.56 すべて世は事も無し
- 2004年 vol.57 コミック・ポテンシャル
- 2004年 vol.58 バッファローの月
- 2005年 vol.59 煙が目にしみる
- 2005年 vol.60 ヒーロー
- 2005年 vol.61 審判
- 2006年 vol.62 エキスポ
- 2006年 vol.63 器の皿
- 2006年 vol.64 詩人の恋
- 2007年 vol.65 特急二十世紀
- 2007年 vol.66 モスクワからの退却
- 2007年 vol.67 コミック・ポテンシャル
- 2008年 vol.68 思い出のすきまに
- 2008年 vol.69 レンド・ミー・ア・テナー
- 2008年 vol.70 詩人の恋
- 2009年 vol.71 川を越えて、森を抜けて
- 2009年 vol.72 パパ、I LOVE YOU！
- 2009年 vol.73 高き彼物
- 2010年 vol.74 シャドーランズ
- 2010年 vol.75 モリー先生との火曜日
- 2010年 vol.76 木の皿
- 2011年 vol.77 コラボレーション
- 2011年 vol.78 出発の詩集～モスクワからの退却～
- 2011年 vol.79 滝沢家の内乱
- 2011年 vol.80 詩人の恋
- 2012年 vol.81 「ザ・シェルター」「寿歌」2本立て公演
- 2012年 vol.82 川を越えて、森を抜けて
- 2012年 vol.83 シュペリオール・ドーナツ
- 2012年 vol.84 バカのカベ～フランス風～
- 2013年 vol.85 八月のラブソング
- 2013年 vol.86 モリー先生との火曜日
- 2013年 vol.87 Be My Baby～いとしのベイビー～
- 2014年 vol.88 あとにさきだつうたかたの
- 2014年 vol.89 請願～核なき世界～
- 2014年 vol.90 If I Were You～こっちの身にもなってよ！～
- 2014年 vol.91 ブロードウェイから45秒
- 2015年 vol.92 カトケン・シェイクスピア劇場　ペリクリーズ
- 2015年 vol.93 バカのカベ～フランス風～
- 2015年 vol.94 滝沢家の内乱
- 2015年 vol.95 女学生とムッシュ・アンリ
- 2016年 vol.96 Be My Baby～いとしのベイビー～
- 2016年 vol.97 SHAKESPEARE IN HOLLYWOOD～ハリウッドでシェイクスピアを～
- 2016年 vol.98 誰も喋ってはならぬ！
- 2017年 vol.99 喝采
- 2017年 vol.100 夢一夜
- 2018年 vol.101 ドレッサー
- 2018年 vol.102 煙が目にしみる
- 2018年 vol.103 Out of Order～イカれてるぜ！～
- 2019年 vol.104 喝采
- 2019年 vol.105 Taking Sides～それぞれの旋律～
- 2019年 vol.106 パパ、I LOVE YOU！
- 2020年 vol.108 プレッシャー～ノルマンディーの空～
- 2021年 vol.109 ドレッサー
- 2021年 vol.110 THE SHOW MUST GO ON～ショーマストゴーオン～
- 2021年 vol.111 叔母との旅
- 2022年 vol.107(延期公演) サンシャイン・ボーイズ
- 2022年 vol.112 スカラムーシュ・ジョーンズor(あるいは)七つの白い仮面
- 2024年 vol.118 灯に佇む[7]
- 2024年 vol.119 詩人の恋[8]
- 2025年 vol.120 黄昏の湖〜On Golden Pond〜[9]

##### 劇団つかこうへい事務所
- 1977年 戦争で死ねなかったお父さんのために
- 1978年 改訂版・出発
- 1979年 初級革命講座・飛龍伝
- 1979年 いつも心に太陽を
- 1979年 広島に原爆を落とす日
- 1980年 熱海殺人事件
- 1980年 蒲田行進曲
- 1981年 ヒモのはなし

#### 劇団「暫」
- 1975年 松ヶ浦ゴドー戒

### テレビ番組
- 1984年 - 1985年 おしゃべり人物伝 - NHK
  - ベートーベン役（'84）、武田信玄役（'85）

### 映画
- 1973年 しなの川
- 1974年 砂の器
- 1977年 八甲田山
- 1978年 事件
- 1979年 蘇える金狼
- 1984年 麻雀放浪記
- 1985年 時代屋の女房2
- 1986年 幕末青春グラフィティ Ronin 坂本竜馬
- 1988年 椿姫
- 2015年 母と暮せば - 「上海のおじさん」 役

### テレビドラマ
- 1976年 三男三女婿一匹
- 1977年 - 1998年 お手々つないで（NBN・ANB・ABC・HTB・KHB・KSB・UHT・KBC）
- 1979年 草燃える（NHK）  - 佐藤継信
- 1979年 男たちの旅路
- 1979年 マー姉ちゃん（NHK） 第145話 - 池田
- 1980年 太郎の青春
- 1980年 優しさごっこ
- 1980年 噂の刑事トミーとマツ - 郷田教諭
- 1981年 おんな太閤記
- 1981年 想い出づくり。
- 1982年 銀河テレビ小説 夢見る頃を過ぎても（NHK） - 桑田正己
- 1983年 金曜日の妻たちへ
- 1984年 くれない族の反乱
- 1985年 東芝日曜劇場（TBS）
  - 第1505話「東京の秋（前編） 家族ふたつ」 - 千場久松
  - 第1506話「東京の秋（後編） 愛、けれど－」 - 千場久松
- 1986年 大人になるまでガマンする（TBS） -山口松男
- 1987年 瑠璃の爪（ザ・ドラマチックナイト）
- 1988年 窓を開けますか? - 端田英輔
- 2009年 遥かなる絆
- 2020年 戦争童画集～75年目のショートストーリー～（NHK）
- 2022年 ひきこもり先生 シーズン2（NHK） - 依田潔 役

## 著書
- 『加藤健一の俳優のすすめ』劇書房, 1984.2